# ボート

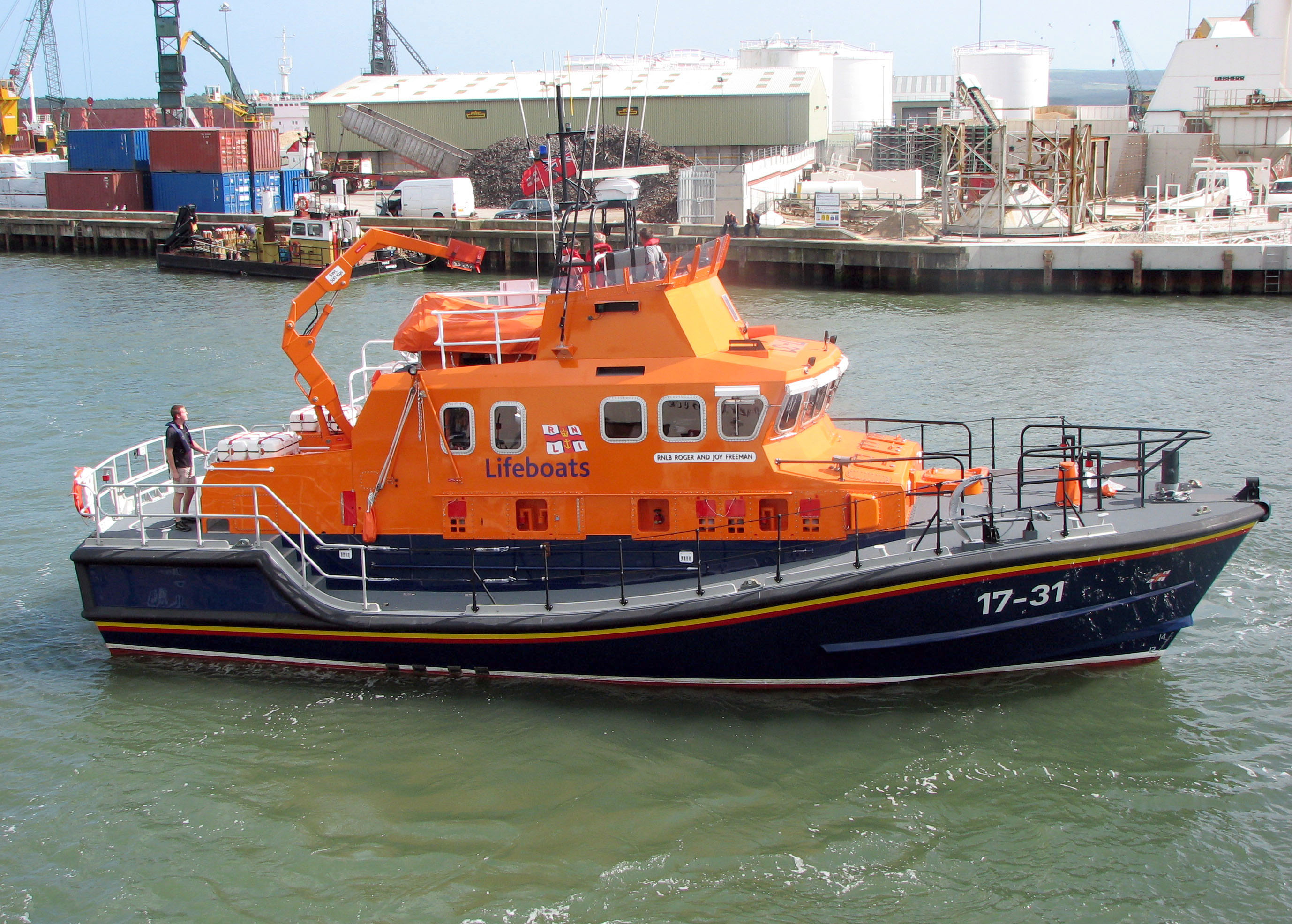
イギリス・ドーセット・プール港の7クラス救難艇（イギリスの最大クラス（全長17m）の救難艇）

ボート（英: boat; 蘭: boot）あるいは短艇（たんてい、端艇）は、通常、河川・湖沼・沿岸で使用される小型船舶で、しばしばより大型の船舶に搭載されて運用される。

## ボートの語義
日本では日常会話で一般的に、全長数メートル程度小型の船を「ボート」と表現することが多いが、英語ではニュアンスが多少異なっている。カタカナ語のボートに相当する英語としては「dinghy」（ディンギー）があるが、日本では通常ボートとは呼ばないヨットの一部を含意する。
- 英語では大きさ問わずに船全般をボートと呼ぶ場合がある。ただしモーターボート（motor boat）といった場合は日本のボートの定義と近いものになる（モーターボートの定義は「small boat with an engine」とある。）。
- 英語ではヨットはボートに含まれる〈sailboat〉。
- 海軍用語のボートは、他の船で運搬できるくらいの小さな舟艇を指す（例：PTボート、上陸用舟艇、カッターボートなど）。
- アメリカ海兵隊においては航空母艦などの大型艦も日常的にボートと呼ばれている。
- 現代の潜水艦も、その潜水能力と大きさにもかかわらず、ボートと呼ばれる。これは初期の潜水艦が船（母船、母艦）で運搬され、単独での沖合航海能力を持たなかったからである。
- イギリス海軍では、手こぎ舟も含めて水上を航行するものはシップ (ship) であるが、潜水艦はボートである。

大型船舶に搭載されるボートとしては、他に救命ボート、ホエールボートなどがある。多くのボートと異なり、これらは沖合でも運用される。
レイクフレイター、リバーボート、ナロウボート、そしてフェリーに見られるように、小型とは言いがたいボートもある。

## 用途
ボートは軍事や調査研究・商用目的で使われる。私的で非商用の船舶は、大きさにかかわらずほとんどがボートである。

## ソーラーボート
太陽光を電気に変換してモーターを駆動して航行する。主に海洋工学系の大学で研究されており、競技会も開催される。事実上、エネルギーは無尽蔵なので、気象観測などの無人観測艇の動力としても使用が期待される。

## 画像

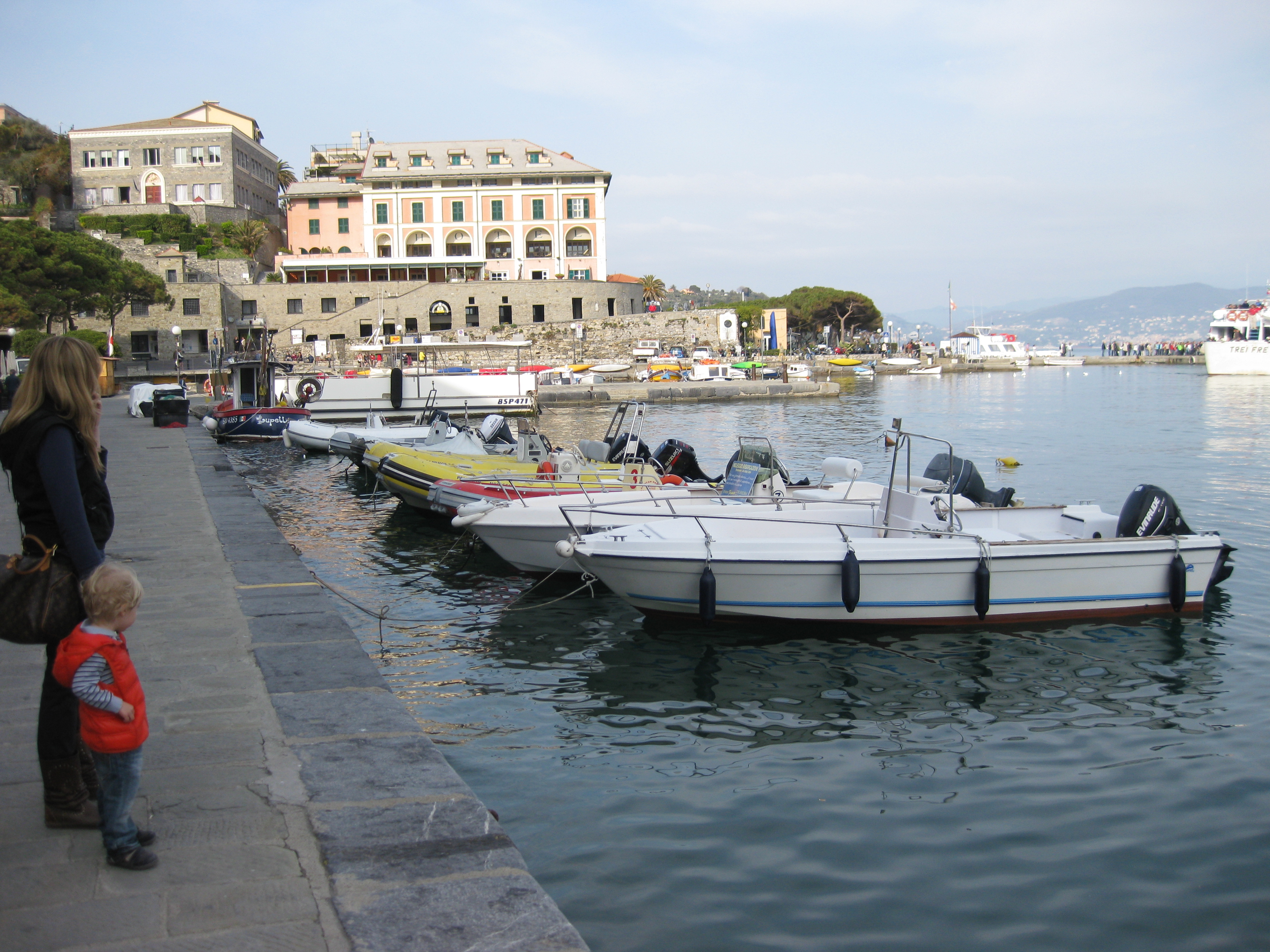
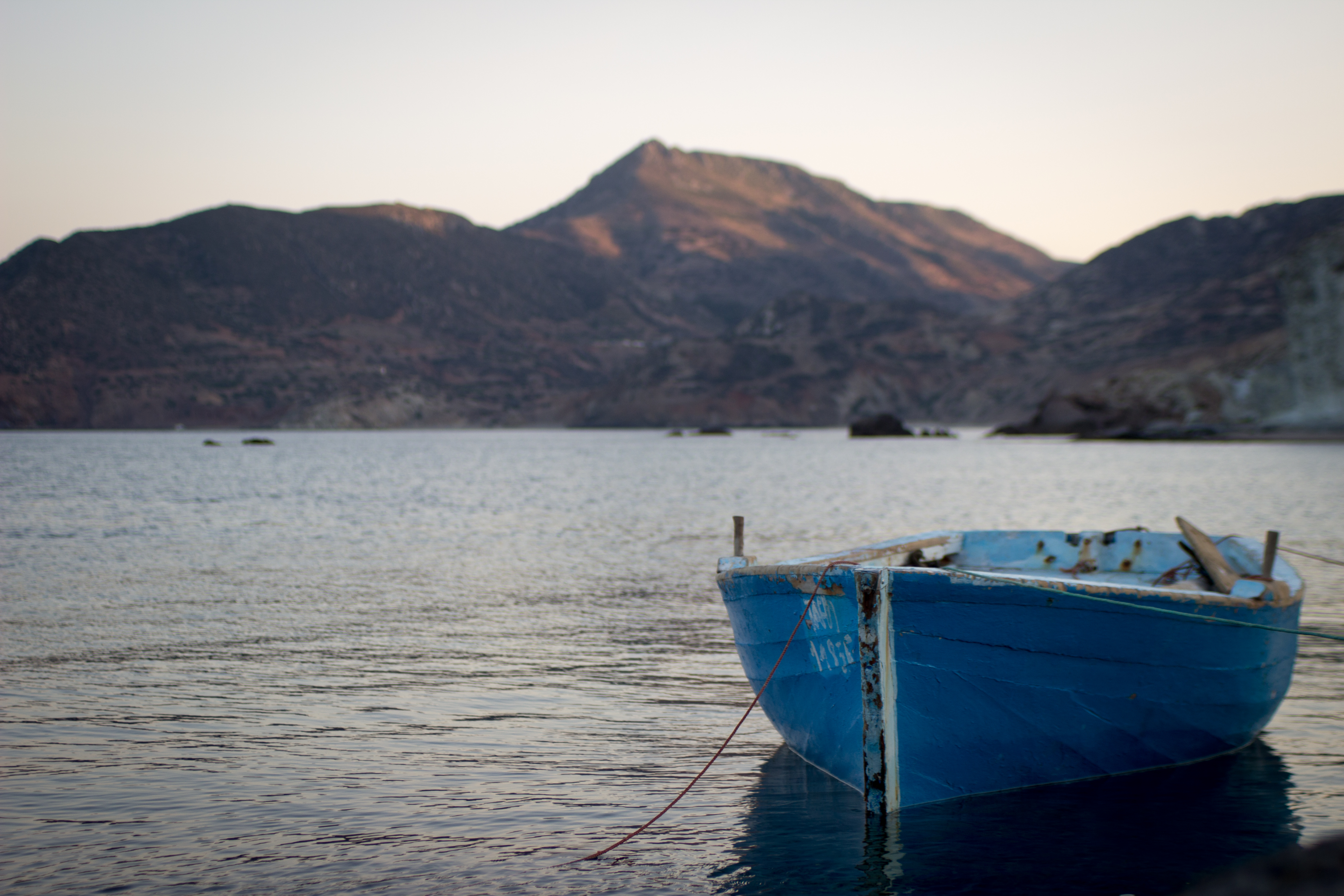
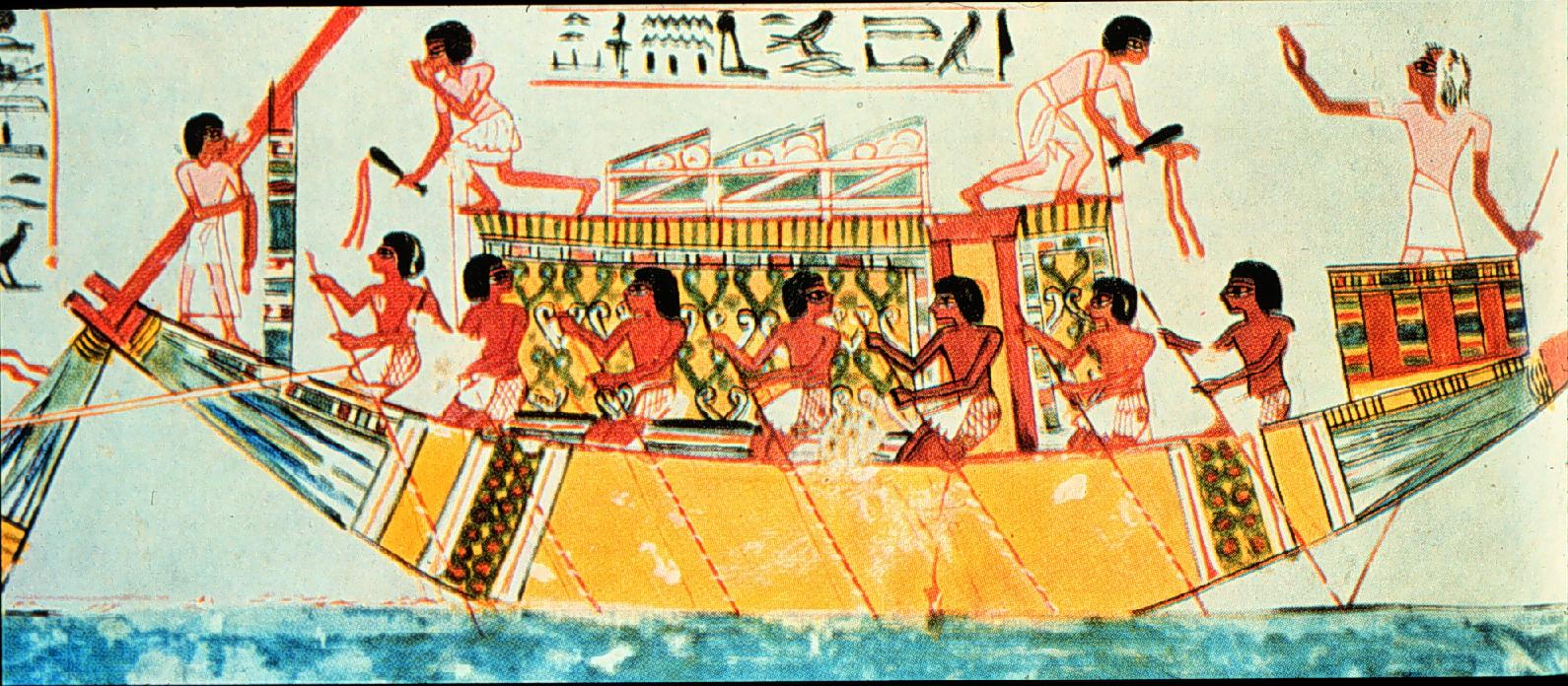
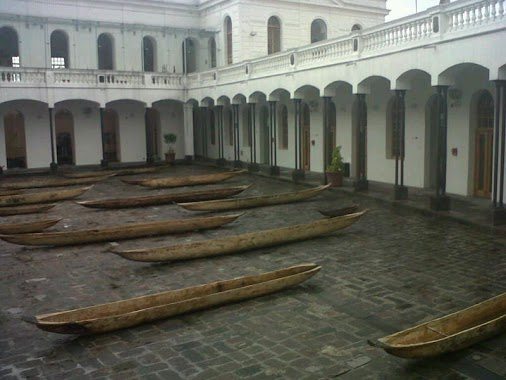
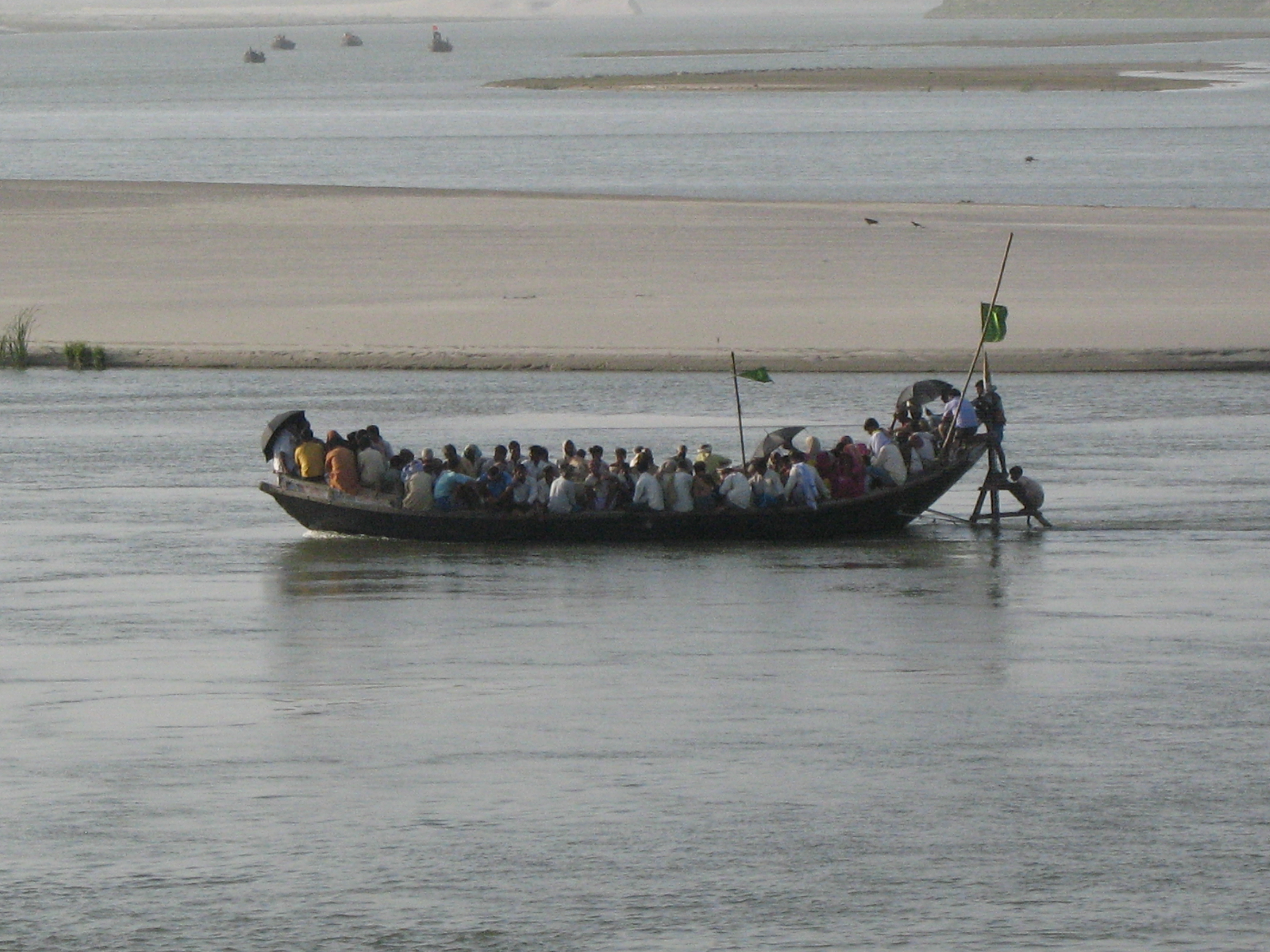
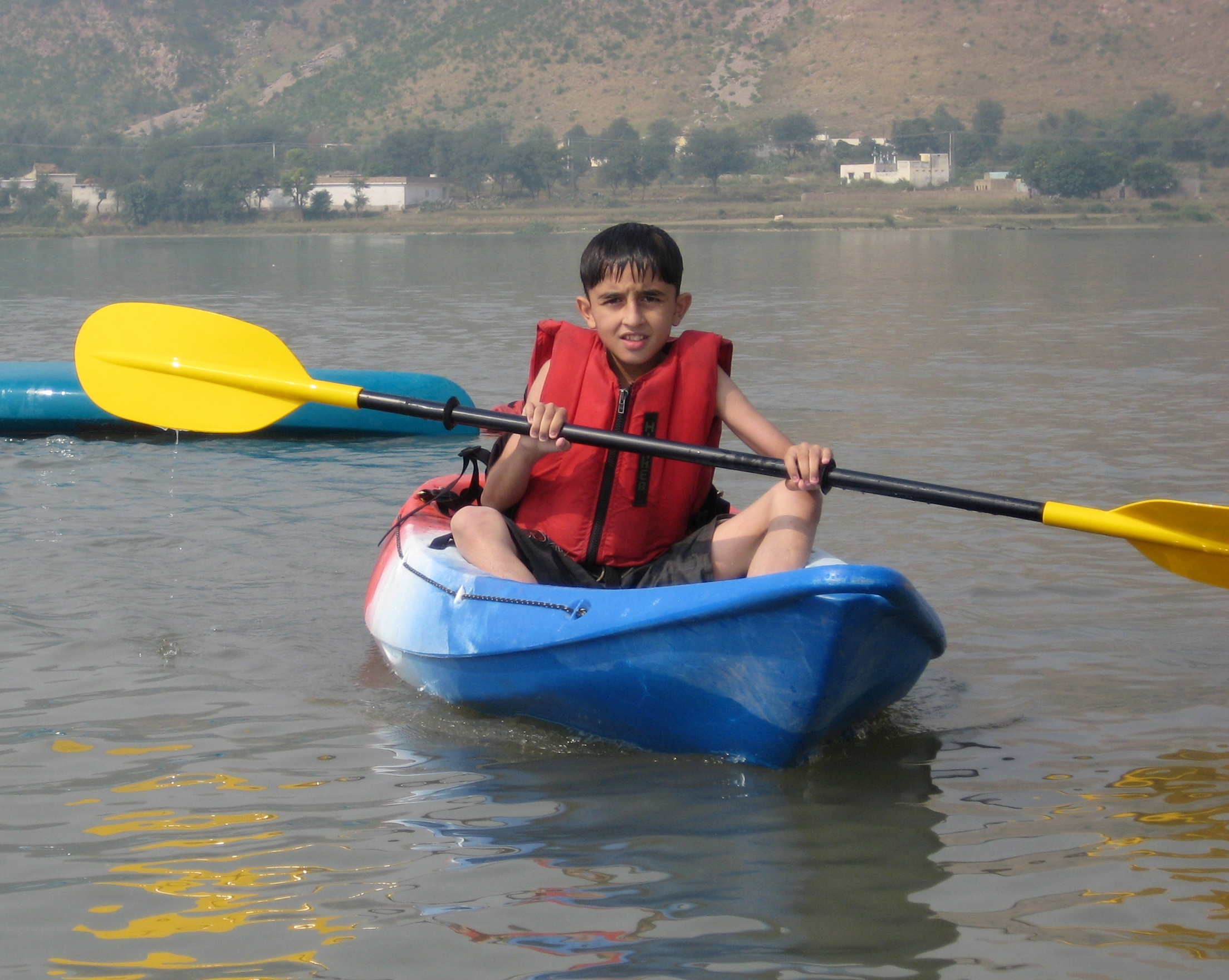
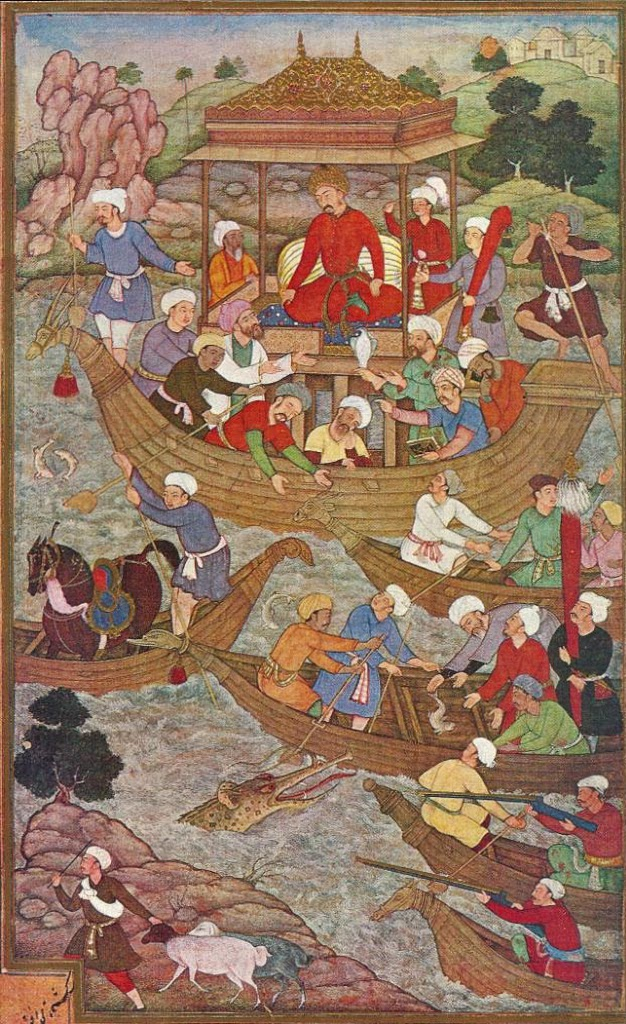
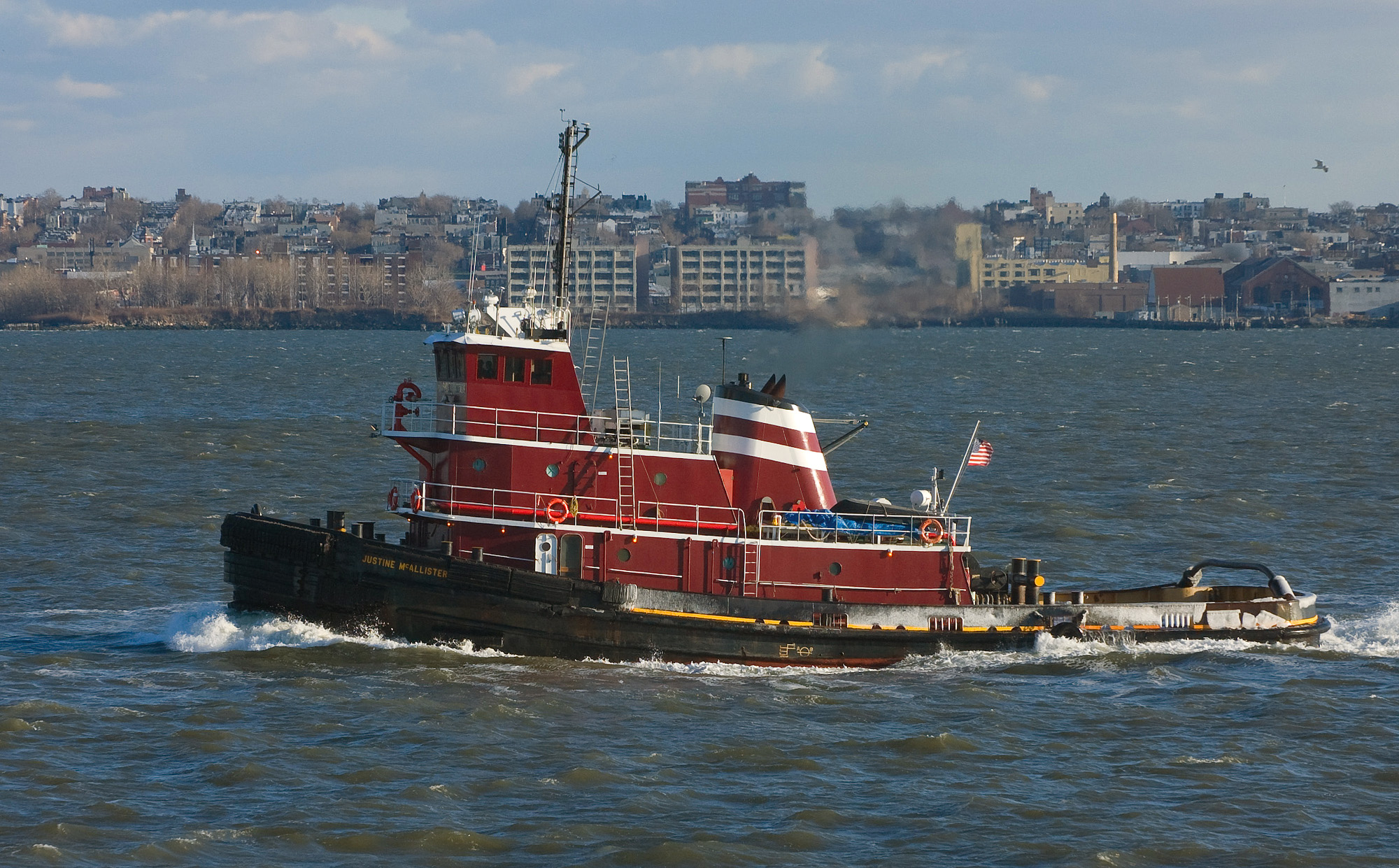
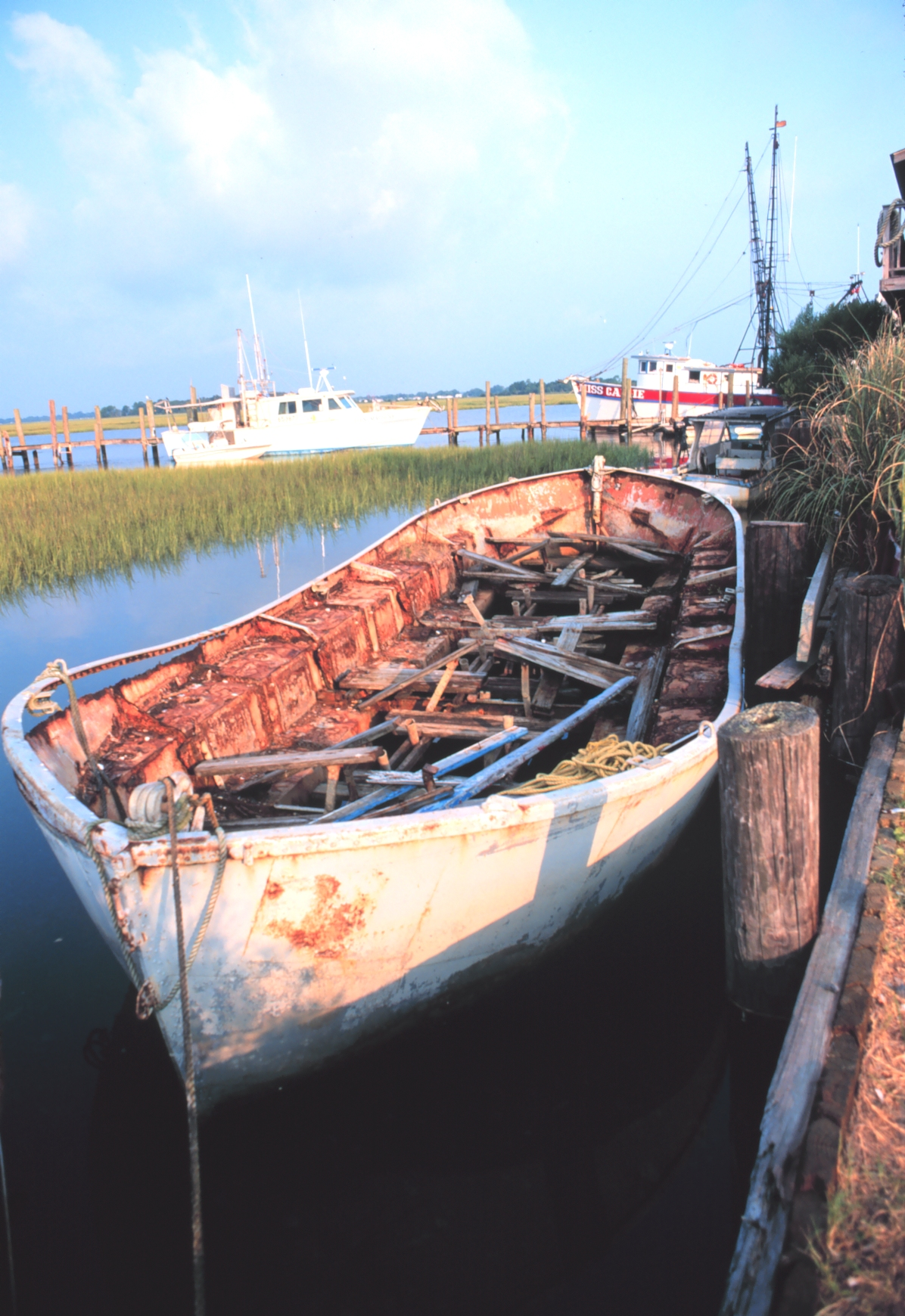
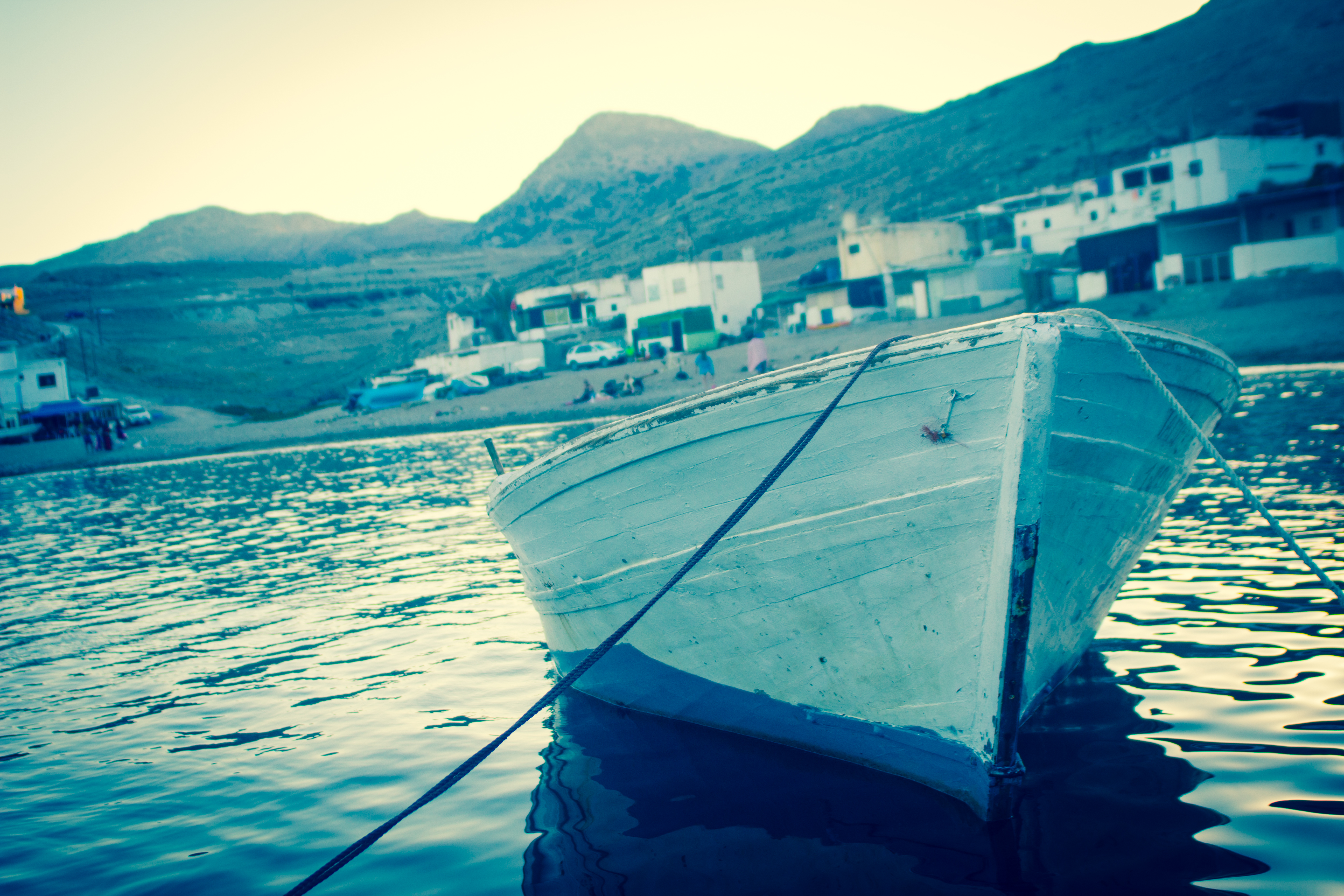
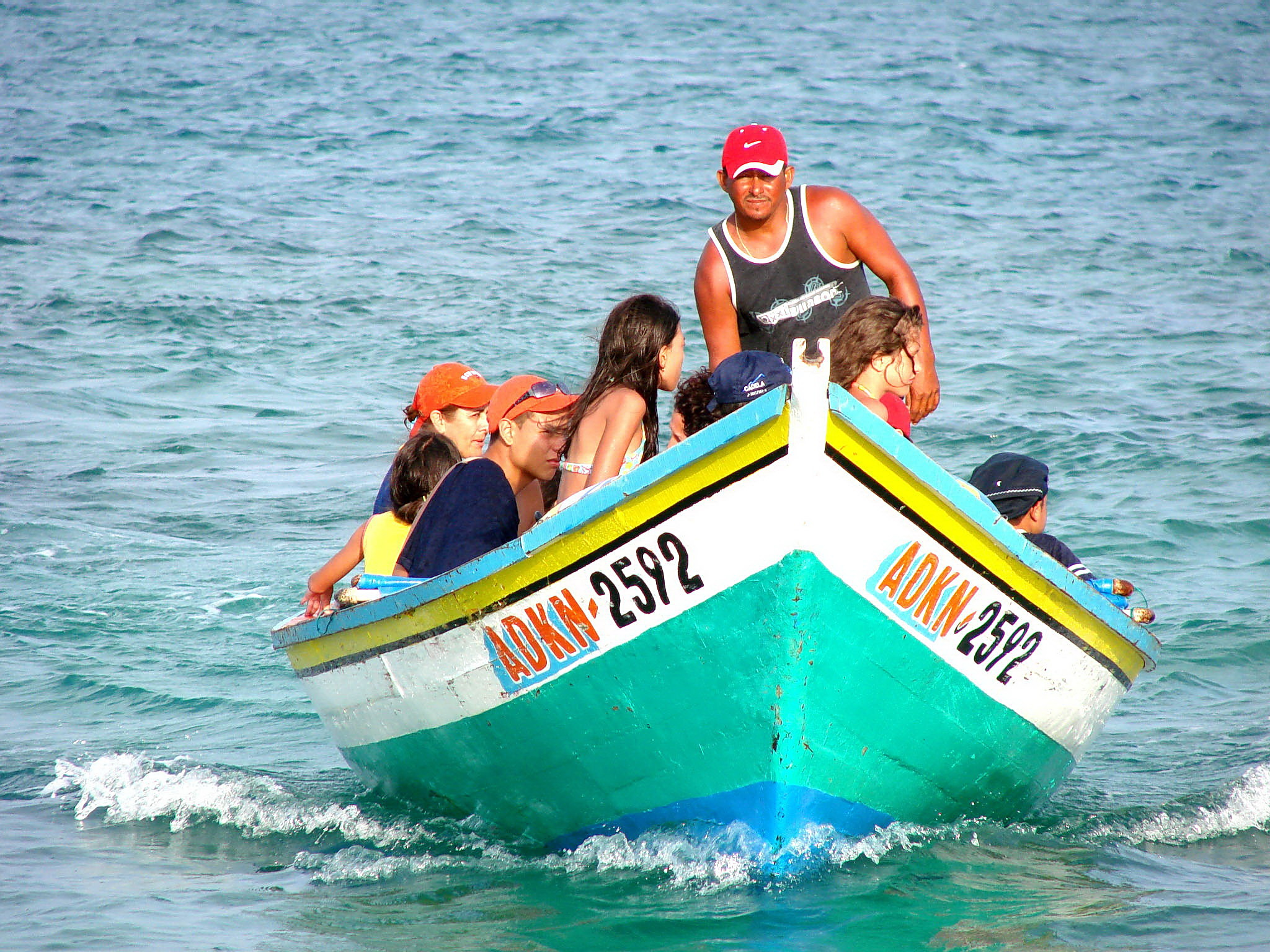
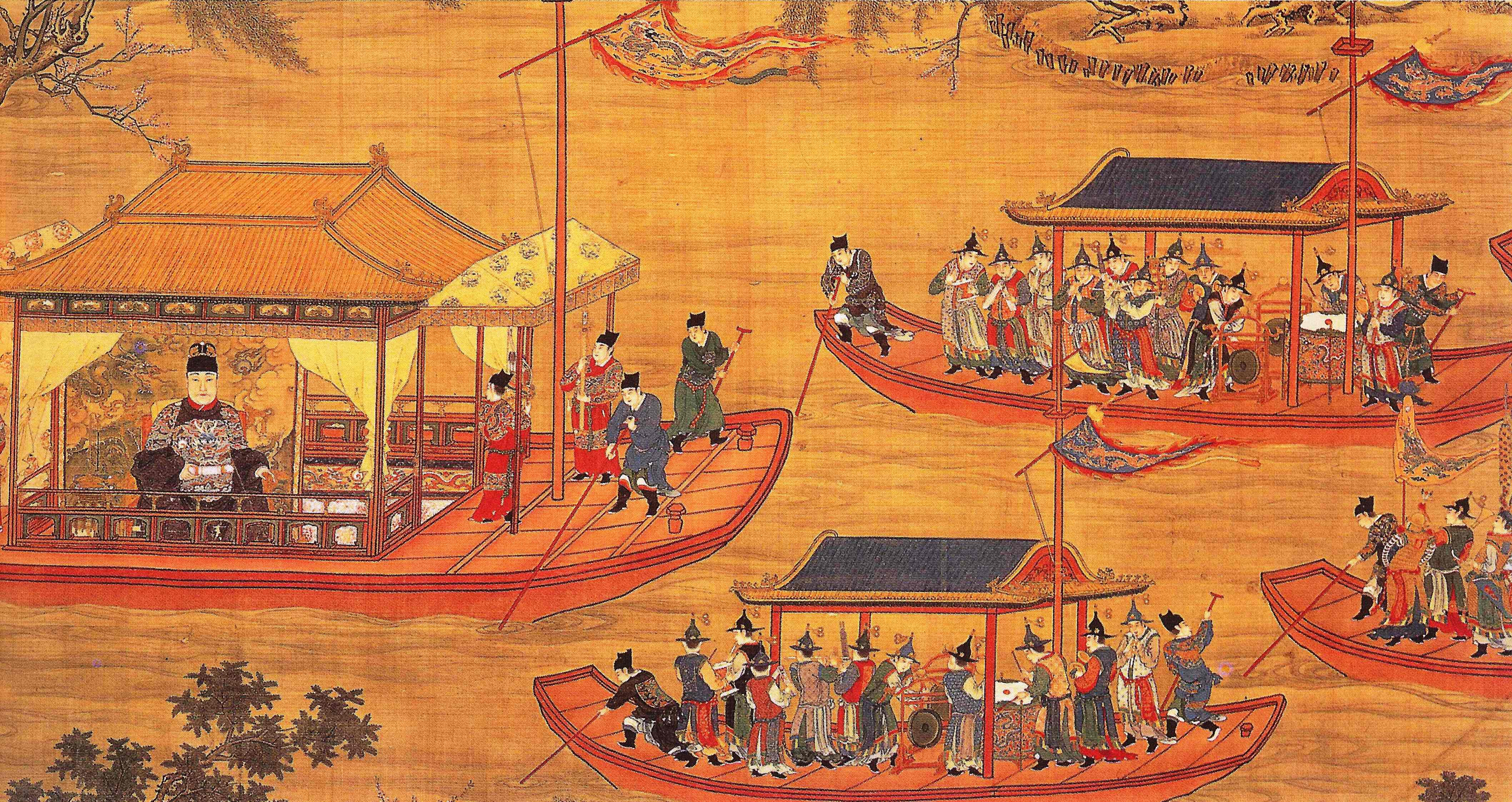